# ارتق بیگ
 اُرتُق بیگ، ظهیرالدوله، پایه‌گذار سلسله آل ارتق و فرمانده ترک امپراتوری سلجوق در قرن ۱۱ میلادی بود. او فرماندار سلجوقی بیت المقدس ( اورشلیم) از سال ۱۰۸۵ تا سال ۱۰۹۱ میلادی بود. هرچند سلسله آل ارتق یا ملوک ارتقیة به اسم وی نام گذاری شده در واقع این سلسله ۱۱ سال بعد از وفات وی تأسیس شد.

## در آناتولی
ارتق بیگ یکی از فرماندهان لشکر بزرگ سلجوقی امپراتوری در طول نبرد ملازگرد در سال ۱۰۷۱ میلادی بود. پس از جنگ او در بخشی از فتح آناتولی از طرف امپراتوری سلجوقی است. او دره یاشیل ایرماق را در سال ۱۰۷۷ فتح کرد و در خاموش کردن عصیان ۱۰۷۷ به سلطان خدمت کرد.
مأموریت بعدی وی کمپین برای تصرف دیاربکر فعلی مروانیان بود.

## در سوریه
ارتق بیگ میدان نبرد را ترک کرد و به حضور تتش اول رسید که برادر کوچکتر و ناسازگار ملک شاه در سوریه بود. در سال ۱۰۸۶ او باعث شکست سلیمان پسر قتلمش سلطان سلجوقیان ترکیه در نبرد سلیمان و تتش بود.

## در بیت‌المقدس
تتش بیت‌المقدس را به رسم اقتاع به ارتق بیگ داد و وی تا وفات در سال ۱۰۹۱ در بیت‌المقدس زندگی کرد.

## باستناد
1. ↑  "İslâm Ansiklopedisi Online (in Turkish)" PDF "TDV Encyclopedia of Islam" بایگانی‌شده  در ۲۰۱۴-۱۱-۱۰ توسط Wayback Machine. Retrieved 25 March 2015
2. ↑  Yüce - Sevim p.164
3. ↑  Yüce-Sevim p.68